# Columbia (Nou Hampshire)
Columbia és una població dels Estats Units a l'estat de Nou Hampshire. Segons el cens del 2000 tenia 750 habitants.

## Demografia
Segons el cens del 2000, Columbia tenia 750 habitants, 300 habitatges, i 218 famílies. La densitat de població era de 4,8 habitants per km².
Dels 300 habitatges en un 31,7% hi vivien nens de menys de 18 anys, en un 60% hi vivien parelles casades, en un 7,7% dones solteres, i en un 27,3% no eren unitats familiars. En el 21,3% dels habitatges hi vivien persones soles el 8% de les quals corresponia a persones de 65 anys o més que vivien soles. El nombre mitjà de persones vivint en cada habitatge era de 2,49 i el nombre mitjà de persones que vivien en cada família era de 2,82.
Per edats la població es repartia de la següent manera: un 24,8% tenia menys de 18 anys, un 4,4% entre 18 i 24, un 26,5% entre 25 i 44, un 29,1% de 45 a 60 i un 15,2% 65 anys o més.
L'edat mediana era de 42 anys. Per cada 100 dones de 18 o més anys hi havia 101,4 homes.
La renda mediana per habitatge era de 36.964$ i la renda mediana per família de 42.143$. Els homes tenien una renda mediana de 27.604$ mentre que les dones 19.732$. La renda per capita de la població era de 16.859$. Entorn del 4% de les famílies i el 7,3% de la població estaven per davall del llindar de pobresa.